# Stertinius
Genre
Stertinius est un genre d'araignées aranéomorphes de la famille des Salticidae.

## Distribution
Les espèces de ce genre se rencontrent en Asie et en Océanie.

## Liste des espèces
Selon World Spider Catalog (version 25.5, 20/01/2025) :
- Stertinius borneensis Logunov, 2018
- Stertinius capucinus Simon, 1902
- Stertinius cyprius Merian, 1911
- Stertinius dentichelis Simon, 1890
- Stertinius donglinsiensis C. Wang, Mi & Peng, 2023
- Stertinius fanjingensis Wang, Mi, Irfan & Peng, 2020
- Stertinius kumadai Logunov, Ikeda & Ono, 1997
- Stertinius lhoba Wang, Mi, Li & Xu, 2024
- Stertinius liqingae Wang, Mi & Li, 2024
- Stertinius logunovi C. Wang, Mi & Peng, 2023
- Stertinius magnificus Merian, 1911
- Stertinius niger Merian, 1911
- Stertinius nobilis (Thorell, 1890)
- Stertinius patellaris Simon, 1902
- Stertinius pilipes Simon, 1902
- Stertinius ryukyuensis Suguro, 2020
- Stertinius splendens Simon, 1902

## Systématique et taxinomie
Ce genre a été décrit par Simon en 1890.

## Publication originale
- Simon, 1890 : « Études arachnologiques. 22e Mémoire. XXXVI. Arachnides recueillis aux îles Mariannes par M. A. Marche. » Annales de la Société Entomologique de France, sér. 6, vol. 10, p. 131-136 (texte intégral).